# Strzelanina w Minneapolis (2012)
Strzelanina w Minneapolis – strzelanina, do której doszło w dniu 27 września 2012 roku w siedzibie firmy graficznej Accent Signage Systems w Minneapolis w stanie Minnesota w Stanach Zjednoczonych; w jej wyniku zginęło 7 osób (w tym sprawca), a 2 zostały ranne.

## Przebieg
Atak wydarzył się ok. godz. 16:30 w siedzibie firmy Accent Signage Systems gdy jej zwolniony były pracownik, Andrew Engeldinger, otworzył ogień w stronę byłych współpracowników i zarządców firmy. W strzelaninie na miejscu zginęły 4 osoby, a kolejne 2 zmarły w szpitalach w następnych dniach; wśród nich byli: założyciel firmy Reuven Rahamim, menedżer Rami Cooks, pracownicy Jacob Beneke, Ronald Edberg i Eric Rivers oraz kierowca samochodu pocztowego Keith Basinski, który akurat przyjechał pod siedzibę firmy w celu dostarczenia przesyłki. Strzelanina trwała 5 minut, zakończyła się gdy sprawca wszedł do piwnicy firmy i tam popełnił samobójstwo. W tym samym momencie wykonano pierwsze telefony na numer alarmowy 911 informujące o strzałach na terenie firmy.

## Ofiary strzelaniny
W strzelaninie zginęło 7 osób:
- Reuven Rahamim (61 lat)
- Rami Cooks (62 lata)
- Jacob Beneke (34 lata)
- Ronald Edberg (58 lat)
- Eric Rivers (42 lata)[14]
- Keith Basinski (50 lat)
- Andrew Engeldinger (36 lat)

Ranne zostały 2 osoby, zidentyfikowane jako: dyrektor wykonawczy firmy John Souter oraz pracownik firmy Battites Wesley.

## Sprawca
Sprawcą strzelaniny był 36-letni Andrew Engeldinger, mieszkaniec Minneapolis i absolwent Academy of Holy Angels.

## Reakcje
Gubernator stanu Minnesota Mark Dayton potępił strzelaninę opisując ją jako bezsensowną i zaznaczając, że nie powinno być miejsca dla tego rodzaju aktów przemocy w stanie Minnesota. Burmistrz Minneapolis Raymond Rybak przyjechał na miejsce tragedii razem z kongresmenem Keithem Ellisonem. Rybak i Ellison złożyli kondolencje rodzinom ofiar i zapewnili, że zrobią wszystko, by takie tragedie w Minnesocie już się nie powtarzały. Rybak nazwał strzelaninę w Accent Signage Systems okropną tragedią.